# Euploea babina
Euploea babina är en fjärilsart som beskrevs av Van Eecke 1914. Euploea babina ingår i släktet Euploea och familjen praktfjärilar. Inga underarter finns listade i Catalogue of Life.